# Walls Is Beginning
『Walls Is Beginning』（ウォールズ・イズ・ビギニング）は、日本のロックバンド、NICO Touches the Wallsのミニアルバム。2006年2月2日、SENHA&Co.より発売。

## 解説
- バンド初の音源。
- 収録曲のうち数曲は、メジャーデビュー後に再録されている。

## 収録曲
1. そのTAXI,160km/h (4:57)
「NICO初期の四天王」と称されるうちの1曲。PVが制作されている。メジャーデビュー後に再録。
2. 行方 (5:33)
「NICO初期の四天王」と称されるうちの1曲。
3. プレイヤ (7:07)
4. image training (4:50)
メジャーデビュー後に再録。
5. 病気 (4:54)
6. 雨のブルース (4:44)

全作詞・作曲：光村龍哉　編曲：NICO Touches the Walls